# Phalangonyx hadhramauticus
Phalangonyx hadhramauticus är en skalbaggsart som beskrevs av Decelle 1982. Phalangonyx hadhramauticus ingår i släktet Phalangonyx och familjen Melolonthidae. Inga underarter finns listade i Catalogue of Life.